# Sidi Laaroussi
Sidi Laaroussi (àrab سيدي لعروسي) és una comuna rural de la província d'Essaouira de la regió de Marràqueix-Safi. Segons el cens de 2014 tenia una població total de 12.357 persones.